# Nesticella marapu
Nesticella marapu är en spindelart som beskrevs av Benjamin 2004. Nesticella marapu ingår i släktet Nesticella och familjen grottspindlar. Inga underarter finns listade i Catalogue of Life.